# Dél-Korea az 1980. évi téli olimpiai játékokon
Dél-Korea az egyesült államokbeli Lake Placidben megrendezett 1980. évi téli olimpiai játékok egyik részt vevő nemzete volt. Az országot az olimpián 4 sportágban 10 sportoló képviselte, akik érmet nem szereztek.

## Alpesisí
Férfi
| Versenyző | Versenyszám      | 1. futam      | 1. futam      | 2. futam | 2. futam | Összesítés | Összesítés |
| Versenyző | Versenyszám      | Idő           | Hely.         | Idő      | Hely.    | Idő        | Helyezés   |
| --------- | ---------------- | ------------- | ------------- | -------- | -------- | ---------- | ---------- |
| Hong Ingi | Lesiklás         |               |               |          |          | 2:03,08    | 40.        |
| Hong Ingi | Műlesiklás       | nem ért célba | nem ért célba | kiesett  | kiesett  | kiesett    | kiesett    |
| Hong Ingi | Óriás-műlesiklás | 1:39,30       | 59.           | 1:41,50  | 50.      | 3:20,80    | 49.        |

## Gyorskorcsolya
Férfi
| Versenyző | Versenyszám | Eredmény | Helyezés |
| --------- | ----------- | -------- | -------- |
| I Jongha  | 500 m       | 39,33    | 19.      |
| I Jongha  | 1000 m      | 1:20,04  | 22.      |
| I Jongha  | 1500 m      | 2:02,37  | 22.      |
| Na Junszu | 1500 m      | 2:06,65  | 26.      |
| Na Junszu | 5000 m      | 7:39,62  | 24.      |
| Na Junszu | 10 000 m    | 16:00,41 | 23.      |

Női
| Versenyző  | Versenyszám | Eredmény | Helyezés |
| ---------- | ----------- | -------- | -------- |
| I Namszun  | 500 m       | 43,85    | 14.      |
| I Namszun  | 1000 m      | 1:31,30  | 26.      |
| I Szonge   | 1000 m      | 1:32,04  | 30.      |
| I Szonge   | 1500 m      | 2:20,67  | 26.      |
| I Szonge   | 3000 m      | 4:58,77  | 24.      |
| Kim Jonghi | 1000 m      | 1:34,17  | 34.      |
| Kim Jonghi | 1500 m      | 2:20,23  | 25.      |
| Kim Jonghi | 3000 m      | 4:58,41  | 22.      |

## Műkorcsolya
| Versenyző    | Versenyszám | Kötelező elemek   | Kötelező elemek | Rövid program     | Rövid program | Kűr               | Kűr   | Összesítés                     | Összesítés                     | Összesítés                     | Összesítés                     | Összesítés                     | Összesítés                     | Összesítés                     | Összesítés                     | Összesítés                     | Összesítés        | Összesítés        | Összesítés  | Összesítés | Összesítés |
| Versenyző    | Versenyszám | Kötelező elemek   | Kötelező elemek | Rövid program     | Rövid program | Kűr               | Kűr   | Helyezési pontszámok bírónként | Helyezési pontszámok bírónként | Helyezési pontszámok bírónként | Helyezési pontszámok bírónként | Helyezési pontszámok bírónként | Helyezési pontszámok bírónként | Helyezési pontszámok bírónként | Helyezési pontszámok bírónként | Helyezési pontszámok bírónként | Több. hely. száma | Több. hely. össz. | Hely. össz. | Pont       | Helyezés   |
| Versenyző    | Versenyszám | Több. hely. száma | Hely.           | Több. hely. száma | Hely.         | Több. hely. száma | Hely. | 1                              | 2                              | 3                              | 4                              | 5                              | 6                              | 7                              | 8                              | 9                              | Több. hely. száma | Több. hely. össz. | Hely. össz. | Pont       | Helyezés   |
| ------------ | ----------- | ----------------- | --------------- | ----------------- | ------------- | ----------------- | ----- | ------------------------------ | ------------------------------ | ------------------------------ | ------------------------------ | ------------------------------ | ------------------------------ | ------------------------------ | ------------------------------ | ------------------------------ | ----------------- | ----------------- | ----------- | ---------- | ---------- |
| Szin Hjeszok | Női egyéni  | 9×20+             | 20.             | 9×22+             | 22.           | 9×22+             | 22.   | 21,0                           | 20,0                           | 20,0                           | 20,0                           | 22,0                           | 21,0                           | 20,0                           | 21,0                           | 21,0                           | 8×21+             | 164,0             | 186,0       | 128,18     | 20.        |

## Sífutás
Férfi
| Versenyző     | Versenyszám | Eredmény      | Helyezés      |
| ------------- | ----------- | ------------- | ------------- |
| Kim Tonghvan  | 15 km       | nem ért célba | nem ért célba |
| Kim Tonghvan  | 30 km       | 1:51:13,35    | 51.           |
| Kim Namjong   | 15 km       | 53:05,55      | 58.           |
| Kim Namjong   | 30 km       | nem ért célba | nem ért célba |
| Hvang Pjongde | 15 km       | 53:05,60      | 59.           |
| Hvang Pjongde | 30 km       | nem ért célba | nem ért célba |